# Золотий трикутник

Мапа світу з виділеними областями виробництва героїну.

Золотий трикутник — географічна зона, розташована в гірських районах Таїланду, М'янми і Лаоса (за деякими джерелами також — північно-східного В'єтнаму і південного Китаю), де в середині XX століття виникла система виробництва і торгівлі опіумом з організованими кримінальними синдикатами, пов'язаними з місцевими та світовими елітами. Майже 50 тис. людей забезпечували безпеку виробництва, транзиту та збуту наркотиків.
Очолив цю армію Чжан Шифу з чаошаньської діаспори, більш відомий як Кхун Са. Саме він умовив шанів заробляти на визвольну боротьбу продажем героїну.
Керівники «Золотого трикутника» розробили нові схеми транзиту і розширили ринок збуту. З М'янми наркотики дрібними рибальськими суднами перевозилися на Шрі-Ланку і в Індію. По суші каравани йшли через Бангладеш.
Потім великі партії опіуму вантажили на судна в Бомбеї і Мадрасі, а також у портах Пакистану, і відправляли замовникам по всьому світу. Інша територія транзиту проходила через Таїланд і Камбоджу. Безпеку вантажу забезпечували шани, індійські повстанські угруповання та корумповані чиновники Таїланду. У 1996 році Кхун Са здав найближчих соратників і зник. До його смерті в 2007 році передбачалося, що він проживав десь на узбережжі М'янми, проте знайти його не вдавалося навіть незважаючи на винагороду в 3 млн доларів, оголошену США.
На території Таїланду відкритий і існує єдиний у світі «Музей опіуму».